# II. Karekin örmény katolikosz
II. Karekin örmény katolikosz (örmény betűkkel Գարեգին Բ; Voskehat, 1951. augusztus 21.) az örmény apostoli ortodox egyház vezetője 1999 óta.

## Élete
Ktrij Nerszessziján néven született 1951-ben Voskehat városában. 1965-től a Gevorgi Szeminárium hallgatója volt, ahol 1971-ben szerzett diplomát. 1970-ben diakónussá szentelték.
Felsőfokú tanulmányait Bécsben, Bonnban és Zagorszkban végezte. Hazatérése után, 1983-ban szentelték püspökké. 1992-ben érsekké avatták.
1988-ban Karekin aktív szerepet vállalt örmény földrengés károsultjainak segítésében. Számos templom és iskola újjáépítését személyesen felügyelte.
1999-ben, I. Karekin halála után örmény katolikosszá, az örmény apostoli ortodox egyház legfőbb vezetőjévé választották.
2007-ben látogatást tett az Egyesült Államokban.

## Díjai, kitüntetései
- Románia Csillaga érdemrend (2000)
- Bethlem-rend (2000)
- Bölcs Jaroszláv herceg-érdemrend (2001)[3]
- A Francia Köztársaság Becsületrendje (2001)[4]
- Barátságért érdemrend (2006)[5]
- Szent Tamás-érdemrend (2008)[6]
- Meszrop Mastoc-érdemrend (2009)
- Becsületrend (2022)
- Az Örmény Tudományos Akadémia tiszteletbeli tagja

## Külső hivatkozások
- Az Örmény Apostoli Ortodox egyház weboldala Archiválva 2013. május 20-i dátummal a Wayback Machine-ben.